# بوریس یفیموف
بوریس یفیموف (روسی: Бори́с Ефи́мович Ефи́мов؛ october 11 [سبک قدیمی: september 28] 1900 – ۱ اکتبر ۲۰۰۸
(aged 108)) نقاش، کاریکاتوریست، کارتونیست، و پویانما اهل جمهوری روسیه بود.
وی همچنین برندهٔ جوایزی همچون نشان پرچم سرخ کار، نشان انقلاب اکتبر، جایزه دولتی اتحاد شوروی، نشان لنین، قهرمان کار سوسیالیست، و مدال دفاع از مسکو شده‌است.